# وای دکتر نه!
وای دکتر نه! (انگلیسی: Oh No Doctor!) یک فیلم کمدی بریتانیایی به کارگردانی جرج کینگ است که در سال ۱۹۳۴ منتشر شد.

## بازیگران
- جک هابز
- دوروتی بوید
- جیمز فینلیسون
- سیسیل هامفریز
- پگی نوآک
- جین کار
- آبراهام سوفائر